# 2019 100 legnagyobb slágere

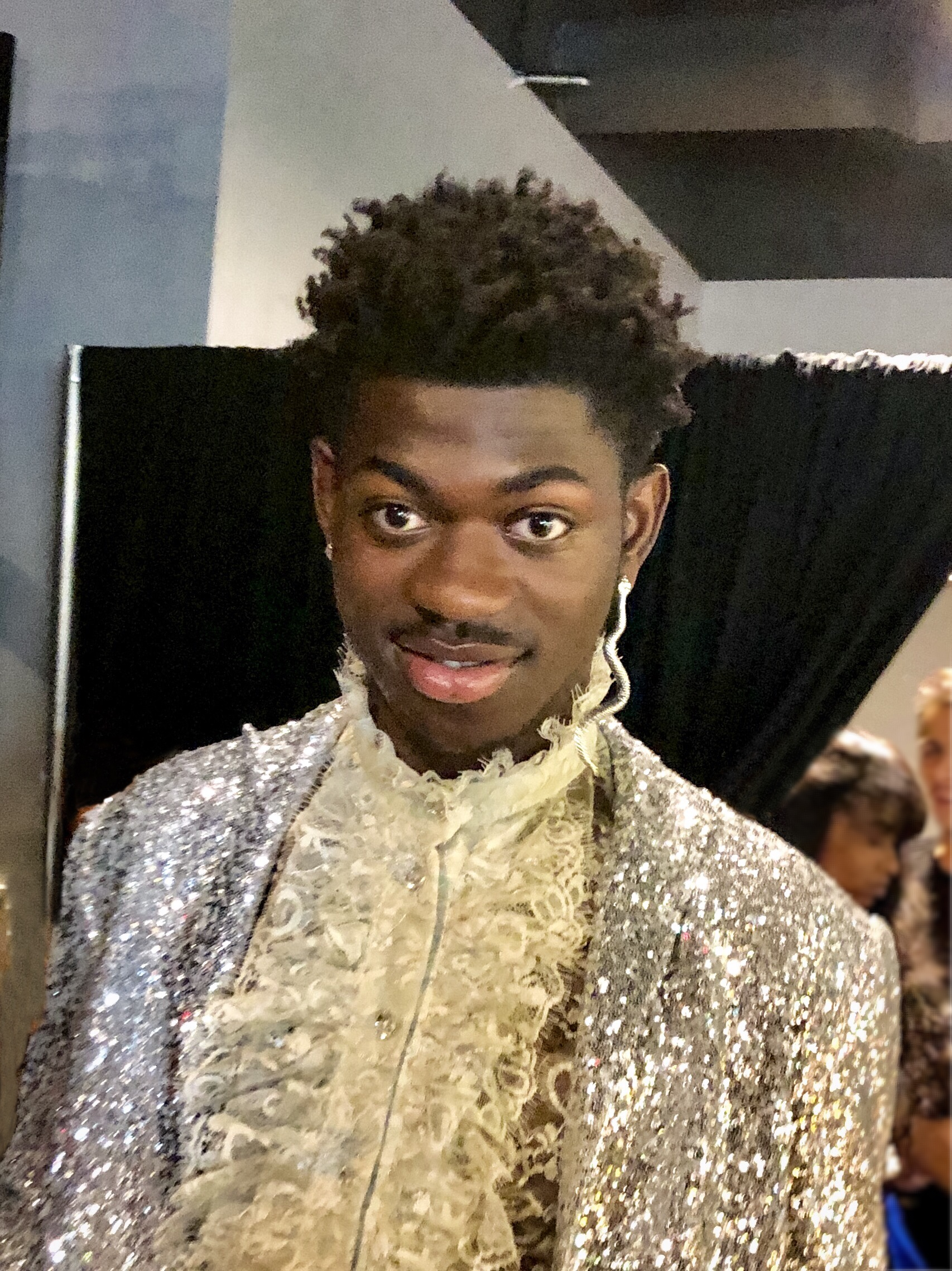
Lil Nas X Old Town Road című száma volt az év legjobban teljesítő kislemeze. A dal megdöntötte a legtöbb első helyen töltött hét rekordot (18+1 hét).

Alább a 2019 év végén a Billboard által kiadott slágerlistán felsorolt dalok szerepelnek. Az éves listát az adott év 100 legsikeresebb dalából állítják össze a Nielsen SoundScan adatai alapján.

## Lista

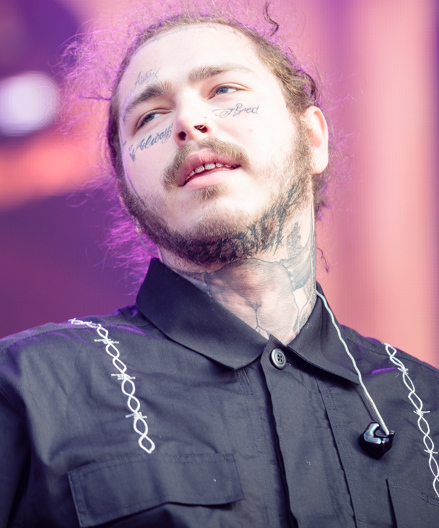
Post Malone öt dala szerepelt az év végi listán.

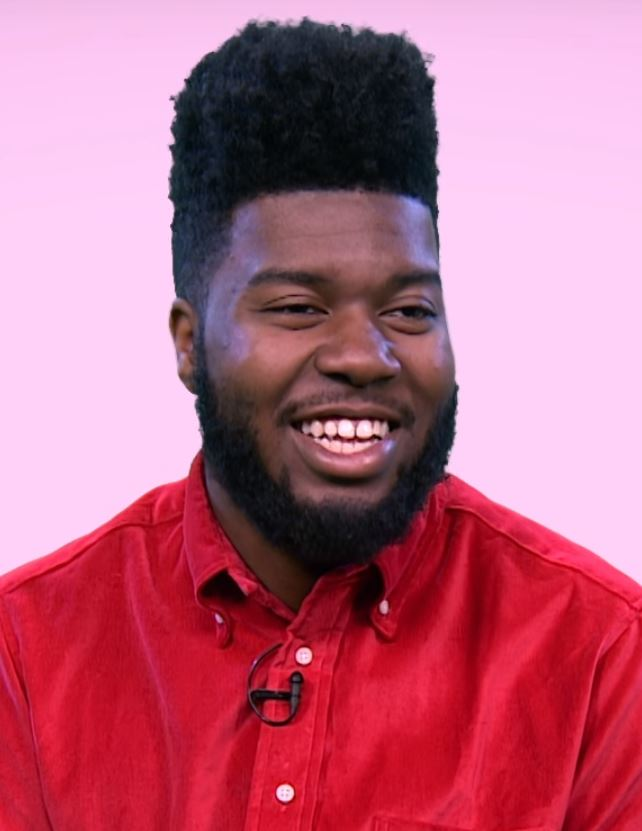
Khalid öt dalon szerepel a listán.

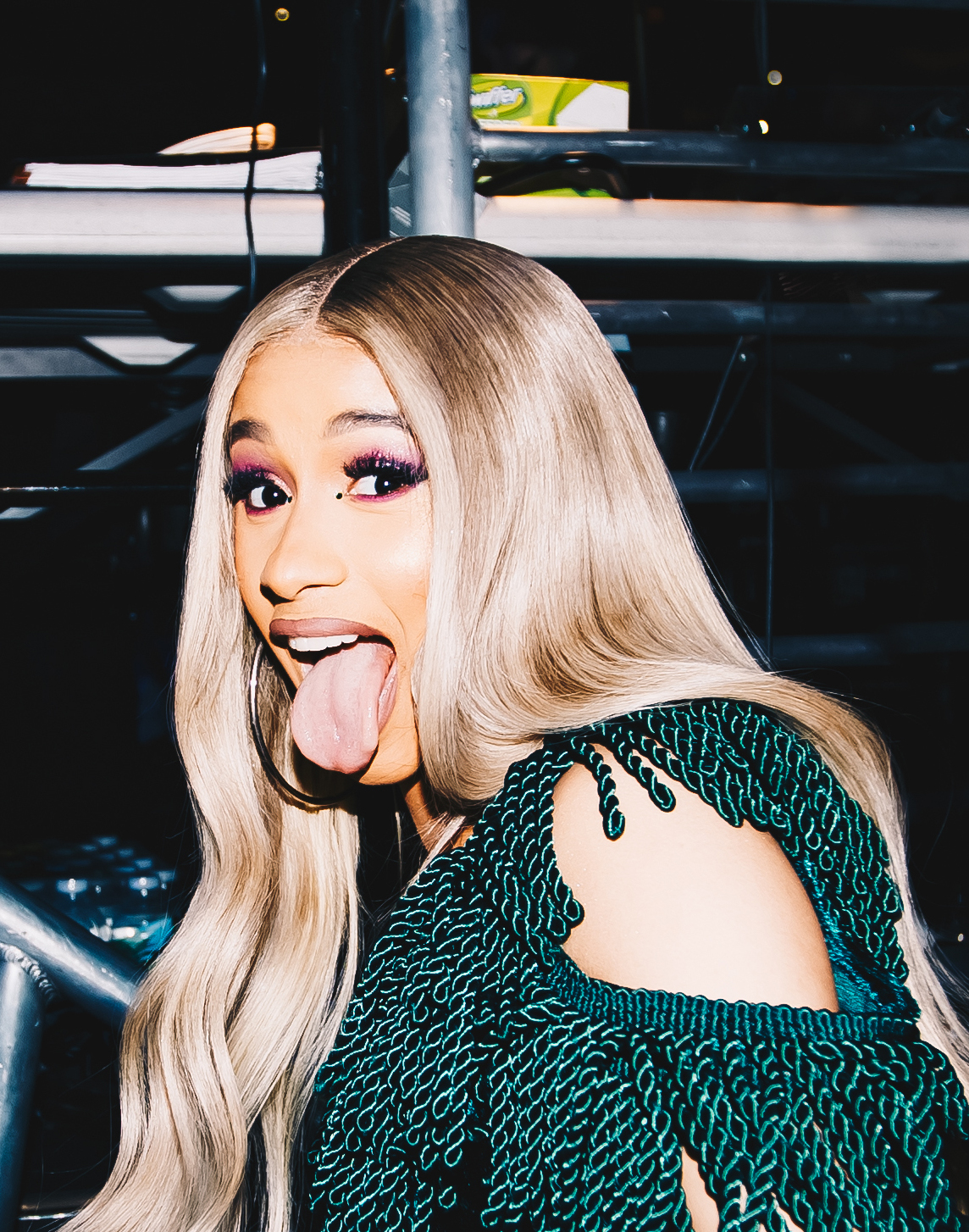
Cardi B szerepelt a legtöbbször a listán, hat dallal.

| #   | Cím                                      | Előadó(k)                                                          |
| --- | ---------------------------------------- | ------------------------------------------------------------------ |
| 1   | Old Town Road                            | Lil Nas X, Billy Ray Cyrus közreműködésével                        |
| 2   | Sunflower                                | Post Malone és Swae Lee                                            |
| 3   | Without Me                               | Halsey                                                             |
| 4   | Bad Guy                                  | Billie Eilish                                                      |
| 5   | Wow                                      | Post Malone                                                        |
| 6   | Happier                                  | Marshmello és Bastille                                             |
| 7   | 7 Rings                                  | Ariana Grande                                                      |
| 8   | Talk                                     | Khalid                                                             |
| 9   | Sicko Mode                               | Travis Scott                                                       |
| 10  | Sucker                                   | Jonas Brothers                                                     |
| 11  | High Hopes                               | Panic! at the Disco                                                |
| 12  | Thank U, Next                            | Ariana Grande                                                      |
| 13  | Truth Hurts                              | Lizzo                                                              |
| 14  | Dancing with a Stranger                  | Sam Smith és Normani                                               |
| 15  | Señorita                                 | Shawn Mendes és Camila Cabello                                     |
| 16  | I Don't Care                             | Ed Sheeran és Justin Bieber                                        |
| 17  | Eastside                                 | Benny Blanco, Halsey és Khalid                                     |
| 18  | Going Bad                                | Meek Mill, Drake közreműködésével                                  |
| 19  | Shallow                                  | Lady Gaga és Bradley Cooper                                        |
| 20  | Better                                   | Khalid                                                             |
| 21  | No Guidance                              | Chris Brown, Drake közreműködésével                                |
| 22  | Girls Like You                           | Maroon 5, Cardi B közreműködésével                                 |
| 23  | Sweet but Psycho                         | Ava Max                                                            |
| 24  | Suge                                     | DaBaby                                                             |
| 25  | Middle Child                             | J. Cole                                                            |
| 26  | Drip Too Hard                            | Lil Baby és Gunna                                                  |
| 27  | Someone You Loved                        | Lewis Capaldi                                                      |
| 28  | Ransom                                   | Lil Tecca                                                          |
| 29  | If I Can't Have You                      | Shawn Mendes                                                       |
| 30  | Goodbyes                                 | Post Malone, Young Thug közreműködésével                           |
| 31  | Zeze                                     | Kodak Black, Travis Scott és Offset közreműködésével               |
| 32  | Better Now                               | Post Malone                                                        |
| 33  | Youngblood                               | 5 Seconds of Summer                                                |
| 34  | Money in the Grave                       | Drake, Rick Ross közreműködésével                                  |
| 35  | Speechless                               | Dan + Shay                                                         |
| 36  | Break Up with Your Girlfriend, I'm Bored | Ariana Grande                                                      |
| 37  | Please Me                                | Cardi B és Bruno Mars                                              |
| 38  | Money                                    | Cardi B                                                            |
| 39  | You Need to Calm Down                    | Taylor Swift                                                       |
| 40  | Panini                                   | Lil Nas X                                                          |
| 41  | Look Back at It                          | A Boogie wit da Hoodie                                             |
| 42  | A Lot                                    | 21 Savage                                                          |
| 43  | Me!                                      | Taylor Swift, Brendon Urie közreműködésével                        |
| 44  | Mia                                      | Bad Bunny, Drake közreműködésével                                  |
| 45  | Pop Out                                  | Polo G, Lil Tjay közreműködésével                                  |
| 46  | Beautiful Crazy                          | Luke Combs                                                         |
| 47  | Thotiana                                 | Blueface                                                           |
| 48  | Lucid Dreams                             | Juice Wrld                                                         |
| 49  | Mo Bamba                                 | Sheck Wes                                                          |
| 50  | Beautiful People                         | Ed Sheeran, Khalid közreműködésével                                |
| 51  | Wake Up in the Sky                       | Gucci Mane, Bruno Mars és Kodak Black                              |
| 52  | Whiskey Glasses                          | Morgan Wallen                                                      |
| 53  | God's Country                            | Blake Shelton                                                      |
| 54  | Be Alright                               | Dean Lewis                                                         |
| 55  | Pure Water                               | Mustard és Migos                                                   |
| 56  | The Git Up                               | Blanco Brown                                                       |
| 57  | Taki Taki                                | DJ Snake, Selena Gomez, Ozuna és Cardi B közreműködésével          |
| 58  | Close to Me                              | Ellie Goulding és Diplo, Swae Lee közreműködésével                 |
| 59  | Envy Me                                  | Calboy                                                             |
| 60  | You Say                                  | Lauren Daigle                                                      |
| 61  | Hey Look Ma, I Made It                   | Panic! at the Disco                                                |
| 62  | Circles                                  | Post Malone                                                        |
| 63  | Beer Never Broke My Heart                | Luke Combs                                                         |
| 64  | The London                               | Young Thug, J. Cole és Travis Scott                                |
| 65  | Con Calma                                | Daddy Yankee és Katy Perry, Snow közreműködésével                  |
| 66  | Murder on My Mind                        | YNW Melly                                                          |
| 67  | When the Party's Over                    | Billie Eilish                                                      |
| 68  | Act Up                                   | City Girls                                                         |
| 69  | I Like It                                | Cardi B, Bad Bunny és J Balvin                                     |
| 70  | Trampoline                               | Shaed                                                              |
| 71  | Leave Me Alone                           | Flipp Dinero                                                       |
| 72  | Breathin                                 | Ariana Grande                                                      |
| 73  | Bury a Friend                            | Billie Eilish                                                      |
| 74  | Close Friends                            | Lil Baby                                                           |
| 75  | Baby Shark                               | Pinkfong                                                           |
| 76  | My Type                                  | Saweetie                                                           |
| 77  | Worth It                                 | YK Osiris                                                          |
| 78  | Only Human                               | Jonas Brothers                                                     |
| 79  | Knockin' Boots                           | Luke Bryan                                                         |
| 80  | Trip                                     | Ella Mai                                                           |
| 81  | Rumor                                    | Lee Brice                                                          |
| 82  | Swervin                                  | A Boogie wit da Hoodie, 6ix9ine közreműködésével                   |
| 83  | How Do You Sleep?                        | Sam Smith                                                          |
| 84  | Baby                                     | Lil Baby és DaBaby                                                 |
| 85  | Look What God Gave Her                   | Thomas Rhett                                                       |
| 86  | Good as You                              | Kane Brown                                                         |
| 87  | Clout                                    | Offset, Cardi B közreműködésével                                   |
| 88  | Love Lies                                | Khalid és Normani                                                  |
| 89  | One Thing Right                          | Marshmello és Kane Brown                                           |
| 90  | Cash Shit                                | Megan Thee Stallion, DaBaby közreműködésével                       |
| 91  | Tequila                                  | Dan + Shay                                                         |
| 92  | Shotta Flow                              | NLE Choppa                                                         |
| 93  | Hot Girl Summer                          | Megan Thee Stallion, Nicki Minaj és Ty Dolla Sign közreműködésével |
| 94  | Talk You Out of It                       | Florida Georgia Line                                               |
| 95  | Beautiful                                | Bazzi, Camila Cabello közreműködésével                             |
| 96  | Eyes on You                              | Chase Rice                                                         |
| 97  | All to Myself                            | Dan + Shay                                                         |
| 98  | Boyfriend                                | Ariana Grande és Social House                                      |
| 99  | Walk Me Home                             | Pink                                                               |
| 100 | Robbery                                  | Juice Wrld                                                         |

## Lásd még
- A Billboard Hot 100 listavezetői 2019-ben